# Col du Grand Caunet
Le col du Grand Caunet est un col des Bouches-du-Rhône, sur la commune de Ceyreste, permettant de franchir le massif des Calanques par la D 3.

## Cyclisme
Le col du Grand Caunet est emprunté la 2e étape du Tour de La Provence 2021.